# Sadova (Călărași)
Sadova è un comune della Moldavia situato nel distretto di Călărași di 2.730 abitanti al censimento del 2004